# تروی (کالیفرنیا)
تروی (به انگلیسی: Troy) یک منطقهٔ مسکونی در ایالات متحده آمریکا است که در شهرستان پلاسر، کالیفرنیا واقع شده‌است. تروی ۰ نفر جمعیت دارد و ۱٬۹۳۴ متر بالاتر از سطح دریا واقع شده‌است.